# Australia en los Juegos Olímpicos de Calgary 1988
Australia estuvo representada en los Juegos Olímpicos de Calgary 1988 por un total de 19 deportistas, 17 hombres y 2 mujeres, que compitieron en 6 deportes.
El portador de la bandera en la ceremonia de apertura fue el patinador de velocidad Mike Richmond. El equipo olímpico australiano no obtuvo ninguna medalla en estos Juegos.